# Fjæsingprisen
Fjæsingprisen er en dansk journalistisk pris der uddeles af Folketingets Presseloge.
Blandt modtagerne har været Mette Mayli Albæk, som fik prisen i 2014, og Michael Alsen og Thomas Søgaard Rohde, som fik den i 2019.